# سه پیشی کوچولو

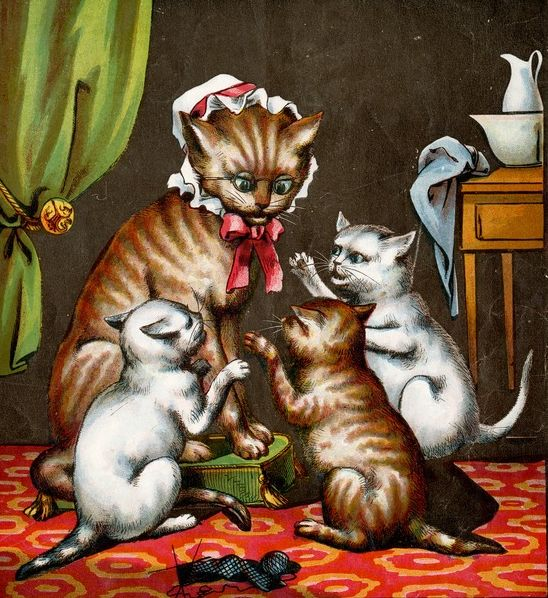
تصویری مربوط به شعر، نسخه سال ۱۸۷۴

سه پیشی کوچولو (به انگلیسی: Three Little Kittens) یک ترانه کودکانه به زبان انگلیسی است. در گذشته شعر این آهنگ بسیار پیچیده‌تر از اکنون بود، اما حالا نسخه ساده شده این شعر در دسترس است. منابعی در دسترس است که خبر از این می‌دهند که این شعر را، الیزا لی کابوت فولن (۱۷۸۷–۱۸۶۰)، شاعر آمریکایی سروده است.
این ترانه را می‌توان نوعی بازی با کلمات، یا حتی عاشقانه کودکانه دانست. شاعر در پایان شعر از اصطلاح «بوی یک موش صحرایی» استفاده کرده که معنای دقیق آن مشخص نیست.

## شعر به انگلیسی
Three little kittens they lost their mittens,
And they began to cry,
Oh, mother dear, we sadly fear
Our mittens we have lost.
What! lost your mittens, you naughty kittens!
Then you shall have no pie.
Mee-ow, mee-ow, mee-ow.
No, you shall have no pie.
The three little kittens they found their mittens,
And they began to cry,
Oh, mother dear, see here, see here,
Our mittens we have found!
Put on your mittens, you silly kittens,
And you shall have some pie.
Purr-r, purr-r, purr-r,
Oh, let us have some pie.
The three little kittens put on their mittens,
And soon ate up the pie;
Oh, mother dear, we greatly fear
Our mittens we have soiled.
What! soiled your mittens, you naughty kittens!
Then they began to sigh,
Mee-ow, mee-ow, mee-ow
Then they began to sigh.
The three little kittens they washed their mittens,
And hung them out to dry;
Oh! mother dear, do you not hear,
Our mittens we have washed!
What! washed your mittens, then you’re good kittens,
But I smell a rat close by.
Mee-ow, mee-ow, mee-ow.
We smell a rat close by.

## ترجمه شعر به فارسی

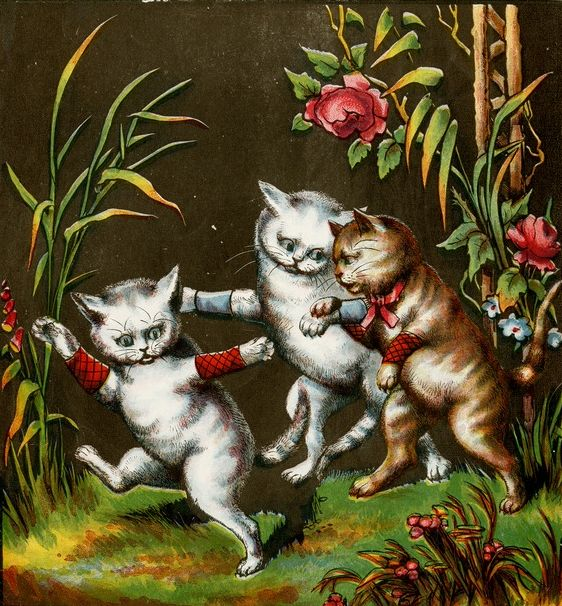
بازی بچه گربه‌ها در باغ، مربوط به سال ۱۸۷۴

سه بچه گربه کوچولو، دستکشهای مخصوص غذا خوردن را گم کردند
و شروع به فریاد کردند:
آه مادر عزیز... ما متأسف و ترسیده‌ایم
ما دستکش هایمان را گم کرده‌ایم
(مادر):چی؟ شما دستکش هایتان را گم کرده‌اید؟ شما بچه گربه‌های بازیگوشی هستید.
پس شما نباید پای بخورید (یعنی مادر برای اینکه دستکش هایشان را گم کرده‌اند، آن‌ها را تنبیه کرد)
میو... میو... میو (صدای تمنای بچه گربه‌ها)
(مادر):نه... شما نباید پای بخورید
***
سه بچه گربه کوچولو، دستکش هایشان را پیدا کردند
و شروع به فریاد کردند:
آه مادر عزیز... اینجا را ببین... اینجا را ببین...
ما دستکش هایمان را پیدا کردیم
(مادر): دستکش هایتان را بپوشید... شما بچه گربه‌های احمقی هستید! (یعنی شما می‌توانستید زودتر از این دستکش هایتان را پیدا کنید)
پس شما باید پای بخورید (این جایزه بچه گربه‌ها به خاطر پیدا کردن دستکش هایشان است)
... صدای خر خر بچه گربه‌ها...
بریم که پای بخوریم...
***
سه بچه گربه کوچولو، دستکش هایشان را پوشیدند
و خیلی زود پای را خوردند
(و سپس می‌روند در باغ بازی کنند)
(و می‌گویند):آه مادر عزیز... ما واقعاً ترسیده‌ایم
دستکش هایمان خاکی شده!
(مادر): چی؟ دستکش هایتان خاکی شده؟... شما بچه گربه‌های بازیگوشی هستید.
سپس آن‌ها (بچه گربه‌ها) شروع به آه و افسوس کردند:
میو... میو... میو...
سپس آن‌ها شروع به آه و افسوس کردند
***
سه بچه گربه، دستکش هایشان را شستند
و آن‌ها را بیرون آویزان کردند تا خشک شود
آه... مادر عزیز... به ما گوشی می‌دهی؟ ما دستکش هایمان را شستیم
(مادر): چی؟ دستکش هایتان را شستید؟ شما بچه گربه‌های خوبی هستید...
اما من بوی یک موش صحرایی به مشامم رسیده که دارد به اینجا نزدیک می‌شود
میو... میو... میو...
ما بوی یک موش صحرایی به مشاممان رسیده که دارد به اینجا نزدیک می‌شود

## انتشار
این شعر برای اولین بار در سال ۱۸۳۳ در بریتانیا، در مجموعه «آهنگ‌های بچگانه فولن، برای پسران و دختران کوچک» منتشر شد. فولن، نسخه‌های دستکاری شده این شعر را تکذیب کرد. در سال ۱۸۵۸، rm.ballantyne، نسخه موزیکال این شعر را در مجموعه «کتابخانه خوک خوب کوچک» منتشر کرد.